# 尤米尔·马西亚尔
尤米尔·马西亚尔（Eumir Marcial，1995年10月29日—），菲律宾男子拳击运动员，2018年亚洲运动会男子75公斤级铜牌得主、2020年夏季奥运会男子75公斤级铜牌得主、2022年亚洲运动会男子80公斤级银牌得主。